# Крупноузловая сборка

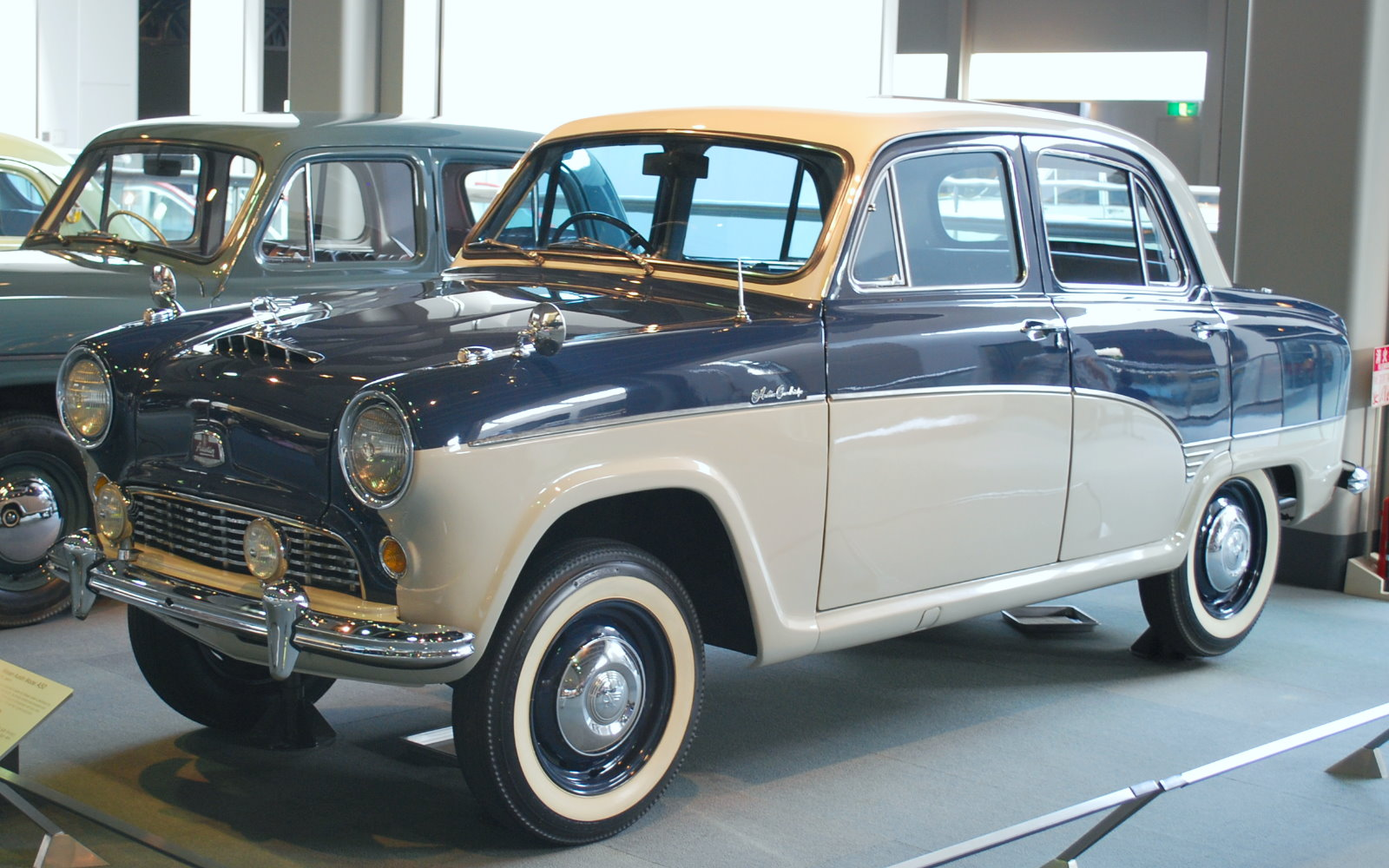
Автомобиль, прошедший SKD

Крупноузловая сборка или сборка SKD (от англ. Semi Knocked Down — «полуразобранный», также иронически «отвёрточная сборка») — технология сборки автомобилей, при которой на место сборки с завода-изготовителя поставляются полностью готовые к сборке комплектующие, часто уже в виде крупных узлов. Машинокомплект или нормо-комплект, состоящий из отдельных агрегатов, узлов и деталей для одной сборочной единицы техники поставлется из-за границы в специальных контейнерах на завод для последующей сборки. Крупноузловая сборка является наиболее простой технологией сборки автомобиля, которую на начальном этапе используют практически все сборочные производства.
Крупноузловая сборка часто используется при импорте автомобилей как средство обхода высоких импортных пошлин или акцизных сборов, так как пошлины на детали меньше, чем на готовый автомобиль. Этот «трюк» может применяться как для новых автомобилей, так и для подержанных.
Крупноузловая сборка включает в себя четыре подкатегории с индексом от 0 до 4, причём, чем выше цифра, тем сложнее технологии сборки и мельче поставляемые узлы. Наиболее проста и примитивна SKD 0 (полностью готовые автомобили разбирают на небольшое количество крупных узлов, как-то снимают различные элементы и детали вроде сидений, внутренней обивки, светотехники, бамперов, двигателя, КПП и т. д), и привозят на место сборки и вновь собирают. При SKD 4 поставляются «голые» окрашенные кузова и все необходимые детали, причём внешне такое производство неподготовленный человек может спутать с обычным. Тем не менее, SKD4 не следует путать с мелкоузловой сборкой (CKD), при которой «на месте» производится не только сборка деталей, но и сварка кузовов с последующей покраской, а ряд комплектующих часто закупается у местных производителей.
Обычно крупноузловая сборка происходит следующим образом:
- На завод из-за границы поставляются детали автомобиля в сборе.
- После этого специалисты автосборочного производства проверяют их на механические повреждения.
- Далее кузов устанавливается на конвейер. Извлекаются детали автомобиля, которые помещаются в специальный ящик.
- Детали распределяют согласно их назначению и месту установки.
- Детали платформы автомобиля и ходовой части устанавливают на специальную платформу, где к ним монтируют элементы подвески и тормозной системы.
- После этого выполняют соединение кузова с шасси — это одна из самых ответственных операций по причине сложности и трудоёмкости.
- Затем подсоединяют недостающие детали и агрегаты, подключают электропроводку, шланги и трубки.
- После сборки в автомобиль заливают антифриз, тормозную жидкость и ГСМ (масла, бензин или дизельное топливо).

Заключительным этапом является тестирование и контроль собранного автомобиля.